# Omar Gooding
Omar M. Gooding (n. 19 octombrie, 1976) este un actor american de film și TV.

## Filmografie

### Film
| An   | Titlu                                    | Rol                    | Note     |
| ---- | ---------------------------------------- | ---------------------- | -------- |
| 1990 | Ghost Dad                                | Stuart                 |          |
| 1993 | The Ernest Green Story                   | Marcus                 | TV Movie |
| 2000 | Freedom Song                             | Charlie                | TV Movie |
| 2001 | Baby Boy                                 | Sweetpea               |          |
| 2002 | Verbal Communications                    | Leo Craven             |          |
| 2005 | Mysterious Island                        | Neb                    | TV Movie |
| 2005 | The Gospel                               | Wesley                 |          |
| 2007 | Lord Help Us                             | Man in Church          | Video    |
| 2008 | The Candy Shop                           | Antwon Lemiuex         |          |
| 2009 | Knuckle Draggers                         | Russell                |          |
| 2009 | Can Openers                              | Darryl                 | TV Movie |
| 2012 | Christmas in Compton                     | Derrick Hollander      |          |
| 2013 | The Devil's Dozen                        | -                      |          |
| 2013 | Holla II                                 | Marty                  |          |
| 2013 | Thank You Card                           | Detective Jansen       | Short    |
| 2014 | Percentage                               | Carter                 |          |
| 2014 | Patterns of Attraction                   | Andre Moore            |          |
| 2014 | Men, Money & Gold Diggers                | Damon                  |          |
| 2014 | Behind De Pole                           | Gary G                 |          |
| 2014 | Lap Dance                                | Black                  |          |
| 2014 | In God's Hands                           | Vince                  | TV Movie |
| 2014 | 99 North                                 | Devious                |          |
| 2015 | Prom Ride                                | Chauffeur              |          |
| 2016 | Betrothed                                | Sergeant Earl Stone    |          |
| 2016 | Banger                                   | Fazon                  |          |
| 2016 | Before 'I Do'                            | Shelby Winters         |          |
| 2016 | Only for One Night                       | Scott                  |          |
| 2016 | King of Newark                           | Federal Agent          |          |
| 2016 | Boy Bye                                  | David                  |          |
| 2017 | The Perfect Wife                         | Principal James        |          |
| 2017 | Beyond the Shield                        | Pastor Omar            |          |
| 2017 | The Hills                                | Craig Harris           |          |
| 2017 | Don't Shoot                              | Detective Green        |          |
| 2018 | Fade Away                                | O                      |          |
| 2018 | Easy Money                               | Darnell                |          |
| 2018 | Hey, Mr. Postman!                        | Mack                   |          |
| 2018 | It's a Date                              | Dalton Reid            |          |
| 2018 | Sliders                                  | Darnell                |          |
| 2019 | The Untold Story                         | Aaron                  |          |
| 2019 | 7th and Westlake: Nino's Revenge         | Big Murder             |          |
| 2019 | Perfectly Single                         | Ronnie                 |          |
| 2019 | The Fearless Two                         | Tommy                  |          |
| 2019 | Camp Wilson                              | Byron                  |          |
| 2019 | Christmas Belles                         | Donovan                | TV Movie |
| 2020 | A Familiar Lie                           | Big O                  |          |
| 2020 | Escape: Puzzle of Fear                   | Tyler                  |          |
| 2020 | Guns and Grams                           | Dee                    |          |
| 2020 | Love & Coffee                            | Reggie                 |          |
| 2021 | A Day of Trouble                         | Marc                   |          |
| 2021 | No Love No Pain                          | AJ                     |          |
| 2021 | AM Radio                                 | DJ Taz                 |          |
| 2021 | Entourage                                | -                      | Short    |
| 2021 | Entanglement                             | Romulo                 |          |
| 2021 | Blood Sacrifice                          | Nikko                  |          |
| 2021 | Strange Fruit: Tale of a Black Girl Lost | Kareem                 |          |
| 2021 | True to the Game 3                       | Nino                   |          |
| 2021 | You Can Never Go Home Again              | Jack Fletcher          |          |
| 2022 | Unfinished                               | Dr. Solomon            |          |
| 2022 | One More Dream                           | Jeremy's Dad           |          |
| 2022 | Blunt News                               | Detective Tommy Brown  |          |
| 2022 | The Fearless Three                       | Male Commentator       |          |
| 2022 | Bay Lawz: Stick to the Code              | Freeza                 |          |
| 2022 | 17 Days                                  | Officer Cloud          |          |
| 2022 | Pieces                                   | Gio                    |          |
| 2022 | Primary Position                         | Corporal Doug Richards |          |

### Televiziune
| An      | Titlu                      | Rol                       | Note                                             |
| ------- | -------------------------- | ------------------------- | ------------------------------------------------ |
| 1988    | Webster                    | Club M.C.                 | Episode: "The Web-Touchables: Part 1"            |
| 1990    | Just the Ten of Us         | Scout                     | Episode: "Perfect Date"                          |
| 1991–92 | Blossom                    | Brad/Tyler                | Recurring Cast: Season 2, Guest: Season 3        |
| 1992    | Empty Nest                 | Jason                     | Episode: "Sayonara"                              |
| 1992    | The Royal Family           | Art                       | Recurring Cast                                   |
| 1992-97 | Hangin' with Mr. Cooper    | Earvin Rodman             | Main Cast                                        |
| 1994    | Thea                       | Dwayne                    | Episode: "Who's Zoomin' Who?"                    |
| 1997-99 | Smart Guy                  | Morris L. "Mo" Tibbs      | Main Cast                                        |
| 1999    | Zoe, Duncan, Jack and Jane | Doug Anderson             | TV Series                                        |
| 1999-00 | Batman Beyond              | Jared Tate / Trey (voice) | 3 Episodes                                       |
| 2000    | Static Shock               | Wade (voice)              | Episode: "Shock to the System"                   |
| 2001    | Touched by an Angel        | Ben McCloud               | Episode: "The Perfect Game"                      |
| 2002    | The Division               | Dom Cabrillo              | Recurring Cast: Season 2                         |
| 2002-03 | One on One                 | Malik                     | Recurring Cast: Season 2                         |
| 2003    | Playmakers                 | Demetrius Harris          | Main Cast                                        |
| 2005    | Barbershop                 | Calvin Palmer, Jr.        | Main Cast                                        |
| 2006    | Eve                        | Lazy G                    | Episode: "Donovan on the Brink"                  |
| 2006    | Deadwood                   | Odell Marchbanks          | Episode: "A Rich Find" & "Unauthorized Cinnamon" |
| 2006    | CSI: Miami                 | Mr. Ice                   | Episode: "Death Pool 100"                        |
| 2010    | Miami Medical              | Nurse Tuck Brody          | Main Cast                                        |
| 2010    | Grey's Anatomy             | Danny                     | Episode: "Superfreak"                            |
| 2011    | Chase                      | Francis Washington        | Episode: "The Man at the Altar"                  |
| 2012-14 | Single Ladies              | Marcus                    | Recurring Cast: Season 2, Guest: Season 4        |
| 2012-20 | Family Time                | Anthony "Tony" Stallworth | Main Cast                                        |
| 2014-15 | Breeder X                  | Detective                 | Main Cast                                        |
| 2015    | Big Time in Hollywood, FL  | Himself                   | Episode: "To Catch a Paparazzi"                  |
| 2015    | Extant                     | Dave                      | Episode: "Change Scenario"                       |
| 2017    | C.E.O.                     | Barlow                    | Episode: "Revenge"                               |
| 2018    | Unsolved                   | David Mack                | Recurring Cast                                   |
| TBA     | Saturdays                  | Cal Johnson               | Main role                                        |